# Sigurður Jónsson (football)
Pour les articles homonymes, voir Jónsson.
Kristian Sigurður Jónsson, né le 27 septembre 1966 à Akranes en Islande, est un footballeur international islandais, qui évoluait au poste de milieu de terrain. 
En 2008, il est nommé dans la liste des dix principaux footballeurs islandais du siècle.

## Biographie

### Carrière en club
Sigurður Jónsson commence sa carrière dans sa ville natale à l'IA Akranes. Il signe à Sheffield Wednesday en Angleterre en février 1985. Il y passe quatre ans avant de rejoindre Arsenal en 1989 contre une indemnité de 475 000 livres sterling. Handicapé par des blessures à répétition, il n'y fait que neuf apparitions en trois saisons (dont deux lors de la saison 1990-1991, au cours de laquelle Arsenal remporte le championnat).
Sigurður retourne à l'IA Akranes en 1992, puis part à Örebro SK en Suède en 1995. Deux ans plus tard, il rejoint Dundee United en Écosse. Il arrête finalement sa carrière en 2001, alors qu'il est revenu à l'IA Akranes.
Son bilan au sein des différents championnats où il a joué s'élève à 220 matchs joués, pour 20 buts marqués. En Coupe d'Europe, il dispute notamment six matchs en Ligue des champions et six matchs en Coupe de l'UEFA.
Il remporte avec l'IA Akranes six titres de champion d'Islande, et quatre Coupes d'Islande.

### Carrière internationale
Sigurður Jónsson compte 65 sélections et 3 buts avec l'équipe d'Islande. 
Il réalise ses débuts le 5 juin 1983, à 16 ans et 251 jours, un record de précocité en match de qualification à un championnat d'Europe, qui sera dépassé par le Norvégien Martin Ødegaard en 2014. Il joue son dernier match pour l'équipe nationale le 9 septembre 1999 face à l'Ukraine.
Il inscrit son premier but avec l'Islande le 10 octobre 1990, contre l'Espagne, dans le cadre des éliminatoires de l'Euro 1992 (défaite 2-1 à Séville). Il marque son deuxième but le 11 juin 1995, contre la Hongrie, dans le cadre des éliminatoires de l'Euro 1996 (victoire 2-1 à Reykjavik). Il inscrit son dernier but le 20 août 1997, contre le Liechtenstein, dans le cadre des éliminatoires du mondial 1998 (victoire 0-4 à Eschen).
À 18 reprises, il est capitaine de la sélection islandaise, entre 1994 et 1998.

### Carrière d'entraîneur
Devenu entraîneur, Sigurður Jónsson dirige notamment FH, Vikingur et Grindavík, Djurgårdens IF en novembre 2006, et Enköpings SK en 2010.

## Palmarès
- Champion d'Islande en 1983, 1984, 1992, 1993, 1994 et 1995 avec l'ÍA Akranes
- Vainqueur de la Coupe d'Islande en 1982, 1983, 1993 et 2000 avec l'ÍA Akranes